# Jean Dessès
Jean Dessès, nato Jean Dimitre Verginie (Alessandria d'Egitto, 6 agosto 1904 – Atene, 2 agosto 1970), è stato uno stilista greco naturalizzato francese, protagonista della moda mondiale tra gli anni quaranta e sessanta.
Fu maestro nella creazione di abiti da sera in chiffon e mussola, ispirati alle tuniche dell'antica Grecia  ed Egitto.

## Biografia
Nato Jean Dimitre Verginie ad Alessandria, in Egitto, da genitori greci. Iniziò a studiare legge, ma, nel 1925, abbandonò gli studi e per iniziare a lavorare per la Maison Jane, una casa di moda parigina dell'epoca. Sempre a Parigi, nel 1937, dopo una collaborazione stilistica con Edward Molyneux, aprì il proprio atelier in Avenue Georges V.
Dopo la seconda guerra mondiale, viaggiò in tutto il mondo e il suo lavoro ne rimase influenzato. La sua moda venne apprezzata tra i reali europei e le star del cinema. Tra la sua clientela c'erano la regina e le principesse della Grecia, la duchessa di Windsor, Elsa Maxwell, Tina Onassis Niarchos.
Nel 1962 realizzò l'abito da sposa usato dalla principessa, in seguito regina, Sofia di Grecia per il suo matrimonio con il futuro re Juan Carlos I di Spagna. Tra gli allievi di Dessès, nei primi anni cinquanta, un giovane Valentino che per diversi anni collaborò con lui, così come Guy Laroche che negli stessi anni fu assistente di Desses.
Nel 1938 Desses produsse Celui, un profumo creato per lui da Paul Vacher.